# Salmincola ctensus
Salmincola ctensus är en kräftdjursart som först beskrevs av Kessler 1868.  Salmincola ctensus ingår i släktet Salmincola och familjen Lernaeopodidae. Inga underarter finns listade i Catalogue of Life.